# Leveson Inquiry
La Leveson Inquiry est une enquête publique sur la culture, les pratiques et l'éthique de la presse britannique, qui a été mise sur pied à la suite du scandale du piratage téléphonique par News International. Le 6 juillet 2011, le Premier ministre britannique David Cameron a annoncé au Parlement du Royaume-Uni qu'une enquête publique serait lancée, telle que permise par l’Inquiries Act 2005, pour approfondir cette affaire médiatisée. Le 13 juillet, David Cameron charge le lord justice (en) Brian Leveson de la présidence de l'enquête, avec un premier mandat d'analyser (1) les accusations de piratage téléphonique au journal News of the World, (2) la première enquête policière et (3) les allégations de paiements frauduleux à la police par la presse, et un deuxième mandat de passer en revue la culture générale et l'éthique de la presse britannique.